# Thierry Fabre
Thierry Fabre (* 5. března 1982 Montpellier) je bývalý francouzský zápasník – judista a sambista.

## Sportovní kariéra
Od mládí kombinoval judo s ragby. Vyrůstal v Limogesu, kde se připravoval v místním dojo AJ. Do užšího výběru francouzské judistické reprezentace se dostal s přestupem do klubu ACBB v Boulogne-Billancourt v roce 2009. Své snažení korunoval kvalifikací na olympijské hry v Londýně v roce 2012. V následné nominaci dostal přednost před krajanem Cyrillem Maretem. Trenéři využívali jeho bojovné a houževnaté povahy, kterou kompenzoval technické nedostatky. Jeho snaha na olympijskou medaili však skončila ve druhém kole. Po olympijských hrách se s judistickou reprezentací rozloučil. Zkouší štěstí v bojovém sambu a plánuje zápasit v MMA.

### Vítězství
- 2010 - 1x světový pohár (Káhira)

## Výsledky
| Turnaj             | 2000         | 2001         | 2002         | 2003         | 2004         | 2005         | 2006           | 2007           | 2008           | 2009           | 2010           | 2011           | 2012           |
| Turnaj             | 18           | 19           | 20           | 21           | 22           | 23           | 24             | 25             | 26             | 27             | 28             | 29             | 30             |
| Turnaj             | střední váha | střední váha | střední váha | střední váha | střední váha | střední váha | polotěžká váha | polotěžká váha | polotěžká váha | polotěžká váha | polotěžká váha | polotěžká váha | polotěžká váha |
| ------------------ | ------------ | ------------ | ------------ | ------------ | ------------ | ------------ | -------------- | -------------- | -------------- | -------------- | -------------- | -------------- | -------------- |
| Olympijské hry     | —            |              |              |              | —            |              |                |                | —              |                |                |                | úč.            |
| Mistrovství světa  |              | —            |              | —            |              | —            |                | —              |                | —              | 3.             | úč.            |                |
| Mistrovství Evropy | —            | —            | —            | —            | —            | —            | —              | —              | —              | —              | —              | —              | úč.            |
| ME do 23 let       | —            | —            | —            | —            | 1.           |              |                |                |                |                |                |                |                |
| MS juniorů         | 7.           |              |              |              |              |              |                |                |                |                |                |                |                |
| ME juniorů         | úč.          | —            |              |              |              |              |                |                |                |                |                |                |                |